# Йюн
Ւ, ւ (арм. վյունо файле, въюн, в кл. орф. հիւն, йюн) — тридцать четвёртая буква классического армянского алфавита; из реформированного алфавита исключена. Создал Месроп Маштоц в 405—406 годах.

## Использование
В западноармянском языке обозначает звук [v], а в восточноармянском языке используется только в составе диграфа Ու. Числовое значение в армянской системе счисления — 7000.
Использовалась в курдском алфавите на основе армянского письма (1921—1928) для обозначения звука [œ].
В системах романизации армянского письма передаётся как w (ISO 9985, ALA-LC) или не имеет соответствия (BGN/PCGN). В восточноармянском шрифте Брайля букве соответствует символ ⠥ (U+2825), а в западноармянском — ⠺ (U+283A).

## Кодировка
И заглавная, и строчная формы буквы йюн включены в стандарт Юникод начиная с версии 1.0.0 в блоке «Армянское письмо» (англ. Armenian) под шестнадцатеричными кодами U+0552 и U+0582 соответственно.

## Галерея

Округлый еркатагир
Прямолинейный еркатагир
Болоргир
Нотргир
Шхагир